# Fritz Jottrand
Ne doit pas être confondu avec Lucien Jottrand.
Fritz Jottrand est un docteur en médecine sorti de l'Université libre de Bruxelles et un homme politique belge.
Il habitait rue Royale extérieure, 211; puis rue Royale, 124.
Il fut bourgmestre de Saint-Josse-ten-Noode de 1870 à 1884.
Il fut le neuvième premier magistrat de cette commune.

## Odonymie
Son nom fut donné à l'avenue Jottrand.